# Lescar
Lescar é uma comuna francesa na região administrativa da Nova Aquitânia, no departamento dos Pirenéus Atlânticos. Estende-se por uma área de 26,45 km². Em 2010 a comuna tinha 10 156 habitantes (densidade: 384 hab./km²).. Era uma das principais cidades de Béarn.
Era conhecida como Benearno (Benearnum/Beneharnum) ou Cidade Benarnênsio (Civitas Benarnensium) durante o período romano.